# 아메데 메로

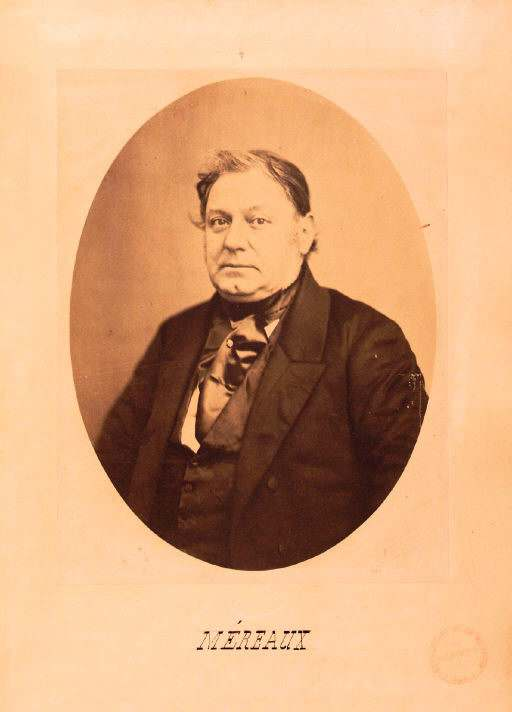
아메데 메로

아메데 메로(프랑스어: Amédée Méreaux, 1802년 9월 17일 파리 ~ 1874년 4월 5일 루앙)는 프랑스의 음악학 연구가이면서 피아니스트이자 작곡가이다.
그가 작곡한 대표적인 작품 Grandes Etudes op.63은 매우 난해하고 어려운 난이도를 가진 곡으로 알려져 있다.